# Rund um Köln 2017
Il Rund um Köln 2017, centounesima edizione della corsa, valevole come evento dell'UCI Europe Tour 2017 categoria 1.1, si svolse l'11 giugno 2017 su un percorso di 206,3 km, con partenza e arrivo a Colonia, in Germania. La vittoria fu appannaggio dell'austriaco Gregor Mühlberger, che giunse al traguardo in 4h 51' 39" alla media di 42,441 km/h precedendo il danese Mads Würtz Schmidt e lo svizzero Fabian Lienhard.
Al traguardo di Colonia 103 ciclisti, dei 136 alla partenza, portarono a termine la competizione.

## Squadre e corridori partecipanti
| N.      | Cod. | Squadra                      |
| ------- | ---- | ---------------------------- |
| 1-8     | TLJ  | Team Lotto NL-Jumbo          |
| 11-18   | BOH  | Bora-Hansgrohe               |
| 21-28   | LTS  | Lotto-Soudal                 |
| 31-38   | KAT  | Team Katusha-Alpecin         |
| 41-48   | SVB  | Sport Vlaanderen-Baloise     |
| 51-58   | VWC  | Véranda's Willems-Crelan     |
| 61-68   | WVA  | WB-Veranclassic-Aqua Protect |
| 81-88   | GAZ  | Gazprom-RusVelo              |
| 91-95   | BAI  | Bike Aid                     |
| 101-108 | DSU  | Development Team Sunweb      |

| N.      | Cod. | Squadra                |
| ------- | ---- | ---------------------- |
| 111-118 | LKT  | LKT Team Brandenburg   |
| 121-128 | RNR  | rad-net Rose Team      |
| 131-138 | TDA  | Team Dauner D&DQ-Akkon |
| 142-148 | THF  | Team Heizomat          |
| 151-158 | LKH  | Team Lotto-Kern Haus   |
| 161-168 | SVL  | Team Sauerland         |
| 171-177 | VOL  | Team Vorarlberg        |
| 181-188 | LPC  | Leopard Pro Cycling    |
| 191-198 | CHE  | Svizzera               |

## Ordine d'arrivo (Top 10)
| Pos. | Corridore          | Squadra    | Tempo    |
| ---- | ------------------ | ---------- | -------- |
| 1    | Gregor Mühlberger  | Bora       | 4h51'39" |
| 2    | Mads Würtz Schmidt | Katusha    | a 1"     |
| 3    | Fabian Lienhard    | Vorarlberg | s.t.     |
| 4    | Jasper De Buyst    | Lotto      | s.t.     |
| 5    | Evgenij Šalunov    | Gazprom    | s.t.     |
| 6    | Twan Castelijns    | Lotto NL   | a 3"     |
| 7    | Dimitri Peyskens   | WB-Veran.  | s.t.     |
| 8    | Gian Friesecke     | Vorarlberg | s.t.     |
| 9    | Thomas Sprengers   | Sport Vl.  | s.t.     |
| 10   | Victor Campenaerts | Lotto NL   | a 9"     |